# Pearl River County
Pearl River County er et county i den amerikanske delstat Mississippi. 

## Demografi
Ifølge folketællingen fra 2000 boede der 48,621 personer i Pearl River County. Der var 18.078 husstande med 13.576 familier. Befolkningstætheden var 23 personer pr. km². Befolkningens etniske sammensætning var som følger: 85,55 % hvide, 12,18 % afroamerikanere, 0,50 % indianere, 0,27 % asiater og 1,13 % fra to eller flere grupper.
Der var 18.078 husstande, hvoraf 34,80% havde børn under 18 år boende. 58,30 % var ægtepar, som boede sammen, 12,50 % havde en enlig kvindelig forsøger som beboer, og 24,90 % var ikke-familier. 21,70 % af alle husstande bestod af enlige, og i 9,00% af tilfældene boede der en person som var 65 år eller ældre.
Gennemsnitsindkomsten for en hustand var $30.912 årligt, mens gennemsnitsindkomsten for en familie var på $35.924 årligt.